# Сенекане
Сенекане (англ. Senekane) — одна з місцевих громад, що розташована в районі Береа, Лесото. Населення місцевої громади у 2006 році становило 22 262 особи.